# جنت شاملیان

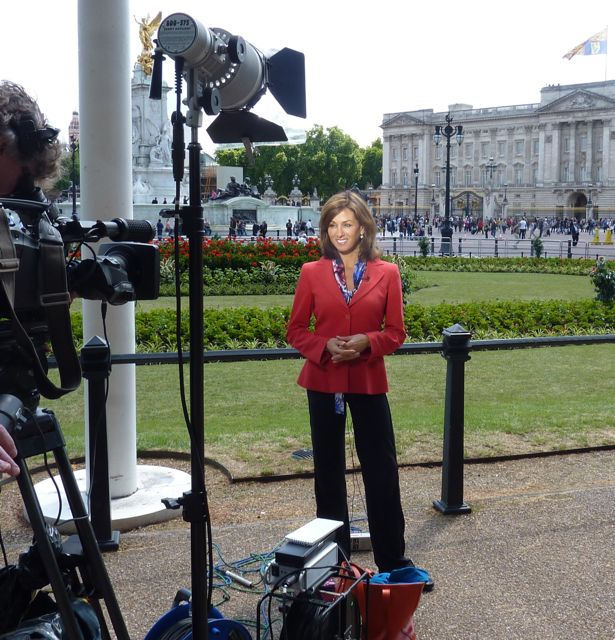

جنت شاملیان (ارمنی: [] Error: {{Lang}}: فاقد متن (راهنما); انگلیسی: Janet Shamlian؛ زادهٔ ۱۴ مهٔ ۱۹۶۲) خبرنگار و روزنامه‌نگار ارمنی‌تبار اهل ایالات متحده آمریکا است. وی سابقاً خبرنگار ان‌بی‌سی نیوز بود و برای شوی امروز، اخبار شبانه ان‌بی‌سی و ام‌اس‌ان‌بی‌سی گزارش می‌کرد. هم‌اکنون با سی‌بی‌اس نیوز همکاری می‌کند.

## زندگی‌نامه
در ۱۴ مهٔ ۱۹۶۲ در اوک پارک، ایلینوی به دنیا آمد. از دانشگاه میزوری فارغ‌التحصیل شد.